# NGC 3912
NGC 3912 (również NGC 3899, PGC 36979 lub UGC 6801) – galaktyka spiralna z poprzeczką (SBb), znajdująca się w gwiazdozbiorze Lwa.
Odkrył ją William Herschel 6 kwietnia 1785 roku. 26 marca 1827 roku obserwował ją też John Herschel, ale pomierzył jej pozycję z błędem około jednej minuty i skatalogował ją jako nowo odkryty obiekt. John Dreyer skatalogował obserwację Williama Herschela jako NGC 3912, a Johna Herschela jako NGC 3899.